# Rocznik Lubelski
Rocznik Lubelski – rocznik historyczny ukazujący się od 1958 roku w Lublinie. Wydawcą jest Polskie Towarzystwo Historyczne, Oddział w Lublinie. Publikowane są w nim artykuły naukowe, recenzje, materiały dotyczące historii regionu lubelskiego. 